# ムナジロガラス

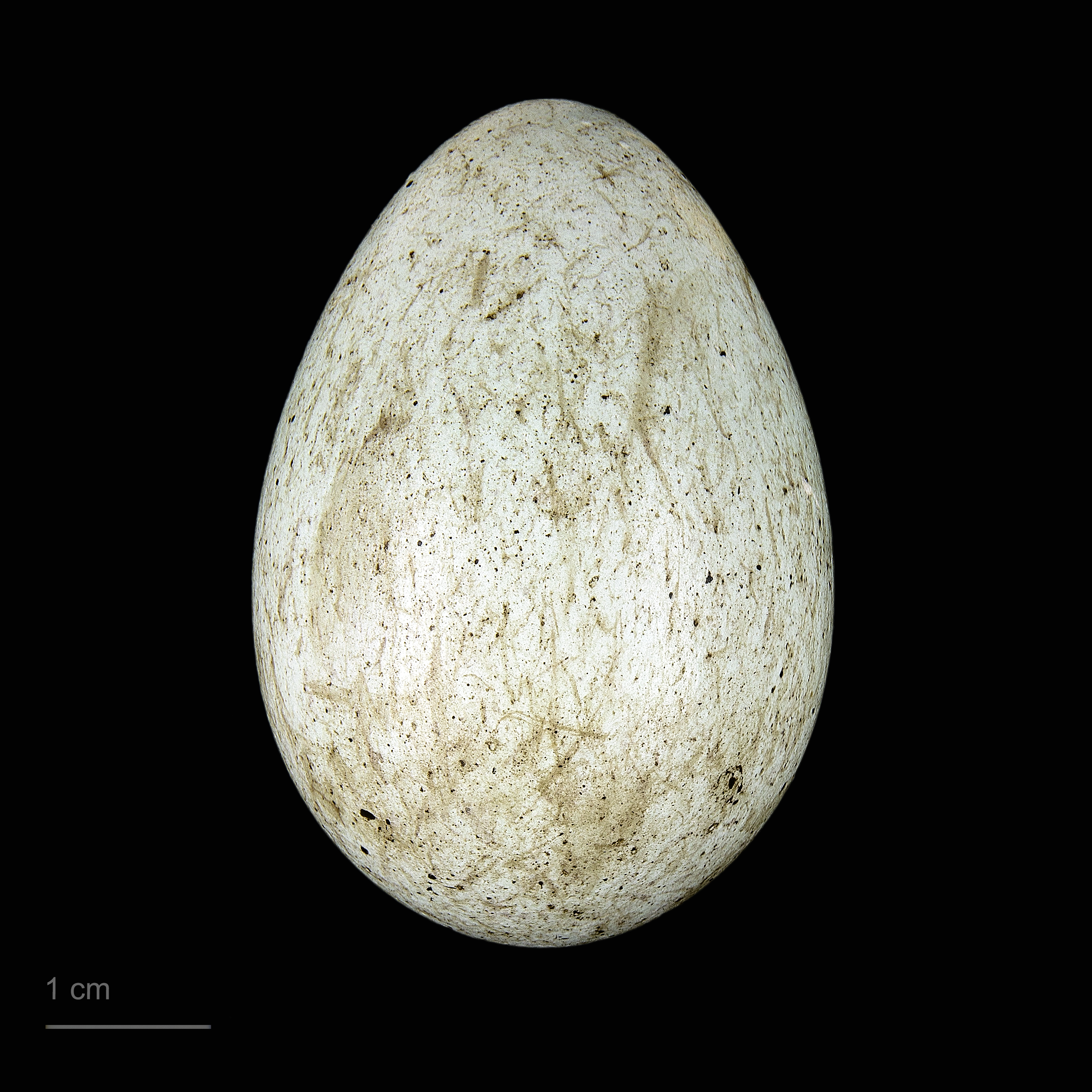
Corvus albus

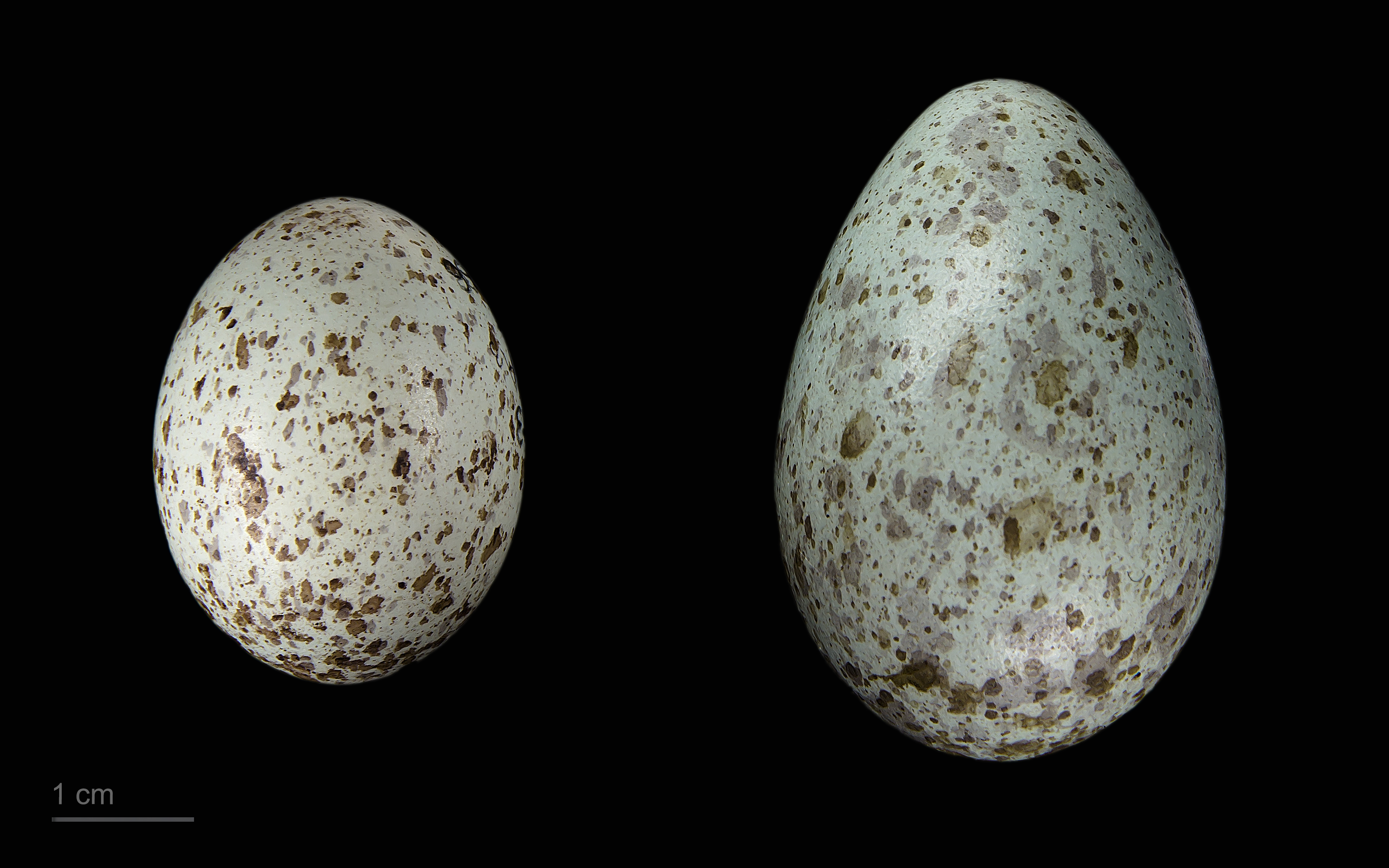
Clamator glandarius + Corvus albus

ムナジロガラス （胸白烏、学名：Corvus albus)は、スズメ目カラス科に分類される鳥類の一種。

## 分布
アフリカ大陸、マダガスカル